# Казбет (Черкаси)
Казбет — один з найстаріших мікрорайонів міста Черкаси. Межує з такими районами як Південно-Західний, Центр та Соснівка

## Історія

### Походження назви
Існує усього дві прийняті до уваги теорії з приводу походження назви. Одна з них наголошує, що в цій місцевості проживало велике скупчення кавказького населення, що будували черкаські залізничні шляхи. Друга теж не полишає Кавказ: вона розглядає варіант, що саме тут була територія, що видавали солдатам, які поверталися з Кавказької війни.
Старожилам району подобається трактування походження від назви «козацька біднота». Тут мешкали бурлаки, втікачі, сірома. Населення жило переважно з рибальства, з ремесл найпоширенішими були стельмаство, бондарство, човнярство. 

## У літературі
Мікрорайон згадується в:
- мемуарах Іллі Рифа «Казбетский рынок, легенды, рассказы» невеликим віршем на початку.
- збірці оповідань Артема Чеха Район Д ("Позитивний персонаж").